# 충청남도의 유형문화재 (제101호 ~ 제200호)
충청남도 유형문화재는 지방유형문화재 중에서 충청남도에 있는 문화재를 의미한다.

## 지정목록

### 제101호 ~ 제200호
| 번호  | 사진 | 명칭                                                                                      | 소재지                                             | 관리자 (단체)          | 지정일                                                                         | 참조 |
| 101호 |      | 사택지적비 (砂宅智積碑)                                                                   | 충남 부여군 부여읍 금성로 5 국립부여박물관         | 국립부여박물관         | 1983년 9월 29일 지정, 2014년 12월 31일 해지, 보물 제1845호로 승격              |      |
| 102호 |      | 예산이성만형제효제비 (禮山李成萬兄弟孝悌碑)                                               | 충남 예산군 대흥면 동서리 106-2                    | 예산군                 | 1983년 9월 29일 지정                                                           |      |
| 103호 |      | 수덕사삼층석탑 (修德寺三層石塔)                                                           | 충남 예산군 덕산면 수덕사안길 79 수덕사            | 수덕사                 | 1983년 9월 29일 지정                                                           |      |
| 104호 |      | 초려이유태유고 (草廬李惟泰遺稿)                                                           | 충남 공주시 상왕동302                              | 공주대학교박물관       | 1984년 1월 11일 지정                                                           |      |
| 105호 |      | 갑사대웅전 (甲寺大雄殿)                                                                   | 충남 공주시 계룡면 중장리52                        | 갑사                   | 1984년 1월 11일 지정                                                           |      |
| 106호 |      | 갑사대적전 (甲寺大寂殿)                                                                   | 충남 공주시 계룡면 중장리52                        | 갑사                   | 1984년 1월 11일 지정                                                           |      |
| 107호 |      | (미상)                                                                                    |                                                    |                        |                                                                                |      |
| 108호 |      | 효교비 (孝橋碑)                                                                           | 충남 연기군 서면 기룡리 713-55                     | 연기군                 | 1984년 7월 26일 지정, 2012년 7월 1일 해제, 세종시 유형문화재 제2호로 재지정    |      |
| 109호 |      | 고정리양천허씨정려 (高井里陽川許氏旌閭)                                                   | 충남 논산시 연산면 고정리 304-3                    | 광산김씨종중           | 1984년 7월 26일 지정                                                           |      |
| 110호 |      | 김계휘신도비 (金繼輝神道碑)                                                               | 충남 논산시 연산면 고정리 산 13-1                  | 광산김씨종중           | 1984년 7월 26일 지정                                                           |      |
| 111호 |      | 영탑사약사여래상 (靈塔寺藥師如來像)                                                       | 충남 당진시 면천면 성하로 139-33(성하리 555)       | 대한불교조계종 영탑사  | 1984년 12월 29일 지정                                                          |      |
| 112호 |      | (미상)                                                                                    |                                                    |                        |                                                                                |      |
| 113호 |      | (미상)                                                                                    |                                                    |                        |                                                                                |      |
| 114호 |      | (미상)                                                                                    |                                                    |                        |                                                                                |      |
| 115호 |      | (미상)                                                                                    |                                                    |                        |                                                                                |      |
| 116호 |      | (미상)                                                                                    |                                                    |                        |                                                                                |      |
| 117호 |      | 신안사극락전 (身安寺極樂殿)                                                               | 충남 금산군 제원면 신안리 54                       | 신안사                 | 1985년 7월 19일 지정                                                           |      |
| 118호 |      | 용봉사마애불 (龍鳳寺磨崖佛)                                                               | 충남 홍성군 홍북읍 신경리 510-24                   | 용봉사                 | 1985년 7월 19일 지정                                                           |      |
| 119호 |      | 비암사삼층석탑 (碑岩寺三層石塔)                                                           | 충남 연기군 전의면 비암사길 137                    | 비암사                 | 1985년 7월 19일 지정, 2012년 12월 31일 해제, 세종 유형문화재 제3호로 재지정    |      |
| 120호 |      | 광덕사 삼층석탑 (廣德寺 三層石塔)                                                         | 충남 천안시 동남구 광덕면 광덕리 640               | 광덕사                 | 1985년 7월 19일 지정                                                           |      |
| 121호 |      | 명종대왕태실및비 (明宗大王胎室및碑)                                                       | 충남 서산시 운산면 태봉리 산 6-2                   | 농림부                 | 1986년 11월 19일 지정                                                          |      |
| 122호 |      | 몽산리석가여래좌상 (夢山里釋迦如來坐像)                                                   | 충남 태안군 남면 몽산리 742-2                      | 태안군                 | 1986년 11월 19일 지정                                                          |      |
| 123호 |      | 경이정 (憬夷亭)                                                                           | 충남 태안군 태안읍 동문리 573                      | 태안군                 | 1986년 11월 19일 지정                                                          |      |
| 124호 |      | 석성동헌 (石城東軒)                                                                       | 충남 부여군 석성면 석성로 124외                    | 부여군                 | 1987년 8월 3일 지정                                                            |      |
| 125호 |      | 흥학당 (興學堂)                                                                           | 충남 부여군 장암면 의자로 617                      | 풍양조씨종중           | 1987년 8월 3일 지정                                                            |      |
| 126호 |      | 포저유서및송곡문집판각 (浦渚遺書및松谷文集板刻)                                           | 충남 공주시 사곡면 운암리567                       | 마곡사                 | 1987년 12월 30일 지정                                                          |      |
| 127호 |      | 전일상영정및한유도 (田日祥影幀및閒遊圖)                                                   | 충남 예산군 고덕면 호음리 22                       | 전용국                 | 1987년 12월 30일 지정                                                          |      |
| 128호 |      | 김장생문묘배향교지 (金長生文廟配享敎旨)                                                   | 충남 논산시 연산면 고정리 178                      | 김길중                 | 1987년 12월 30일 지정                                                          |      |
| 129호 |      | 영사암 (永思庵)                                                                           | 충남 논산시 부적면 신풍리 18                       | 김선경                 | 1989년 4월 20일 지정                                                           |      |
| 130호 |      | 채제공선생영정 (蔡濟恭先生影幀)                                                           | 충남 청양군                                        | 채규식                 | 1989년 4월 20일 지정, 2006년12월 29일 해제, 해제사유 미상                      |      |
| 131호 |      | 태조대왕태실 (太祖大王胎室)                                                               | 충남 금산군 추부면 마전리 산1-86, 1-66             | 금산군                 | 1989년 4월 20일 지정                                                           |      |
| 132호 |      | 서산여미리석불입상 (瑞山余美里石佛立像)                                                   | 충남 서산시 운산면 여미리 산15-17                  | 여미리부락             | 1989년 12월 29일 지정                                                          |      |
| 133호 |      | 흥주사만세루 (興住寺萬歲樓)                                                               | 충남 태안군 태안읍 상옥리 산1154                   | 흥주사                 | 1990년 9월 27일 지정                                                           |      |
| 134호 |      | 두계은농재 (豆溪隱農齋)                                                                   | 충남 계룡시 두마면 두계리 96                       | 광산김씨문원공파종중   | 1990년 9월 27일 지정, 2013년 11월 11일 해제, 충남 기념물 제190호로 재지정      |      |
| 135호 |      | 마곡사심검당및고방 (麻谷寺尋劍堂및庫房)                                                   | 충남 공주시 사곡면 운암리 567                      | 마곡사                 | 1991년 12월 3일 지정                                                           |      |
| 136호 |      | 오천수영관아 (鰲川水營官衙)                                                               | 충남 보령시 오천면 소성리                          | 보령시                 | 1991년 12월 3일 지정, 2010년 12월 30일 해제, 보존가치가 없으므로 해제          |      |
| 137호 |      | 서산객사 (瑞山客舍)                                                                       | 충남 서산시 동헌로 149                             | 서산시                 | 1991년 12월 3일 지정                                                           |      |
| 138호 |      | 태안목애당 (泰安牧愛堂)                                                                   | 충남 태안군 태안읍 남문리 300                      | 태안군                 | 1992년 8월 17일 지정                                                           |      |
| 139호 |      | 대천한내돌다리 (大川한내돌다리)                                                           | 충남 보령시 동대동 809-1                           | 보령시                 | 1992년 8월 17일 지정                                                           |      |
| 140호 |      | 부여홍산상천리마애불입상 (扶餘鴻山上川里磨崖佛立像)                                       | 충남 부여군 홍산면 상천리 산104-1                  | 부여군                 | 1992년 12월 8일 지정                                                           |      |
| 141호 |      | 홍산동헌 (鴻山東軒)                                                                       | 충남 부여군 홍산면 동헌로 38                       | 부여군                 | 1992년 12월 8일 지정                                                           |      |
| 142호 |      | 추포황신선생종가유물 (秋浦黃愼先生宗家遺物)                                               | 충남 부여군 부여읍 용정리 산10                     |                        | 1992년 12월 8일 지정, 1998년 12월 29일 해제, 국립박물관에 기증                 |      |
| 143호 |      | 보석사대웅전 (寶石寺大雄殿)                                                               | 충남 금산군 남이면 보석사1길 30 (석동리 711)       | 보석사                 | 1993년 11월 12일 지정                                                          |      |
| 144호 |      | 공주중동성당 (公州中東聖堂)                                                               | 충남 공주시 중도 31-2                              | 공주성당               | 1995년 3월 6일 지정, 1998년 7월 25일 해제, 충남 기념물 제142호로 재지정        |      |
| 145호 |      | 보덕사극락전 (報德寺極樂殿)                                                               | 충남 예산군 덕산면 가야산로 400-74(상가리 277)     | 보덕사                 | 1995년 10월 7일 지정                                                           |      |
| 146호 |      | 서산김두징묘비 (瑞山金斗徵墓碑)                                                           | 충남 서산시 인지면 남정리 산116-5                  | 김기석                 | 1995년 10월 7일 지정                                                           |      |
| 147호 |      | 전운상영정 (田雲祥影幀)                                                                   | 충남 홍성군 홍동면 신기리 822-6                    | 전병만                 | 1995년 10월 7일 지정                                                           |      |
| 148호 |      | 부여금사리성당 (扶餘金寺里聖堂)                                                           | 충남 부여군 구룡면 금사리 334                      | 금사리성당             | 1996년 11월 30일 지정, 1998년 7월 25일 해제, 충남 기념물 제143호로 재지정      |      |
| 149호 |      | 무량사괘불 (無量寺掛佛)                                                                   | 충남 부여군 외산면 만수리 116                      | 무량사                 | 1996년 11월 30일 지정, 1997년 8월 8일 해제, 보물 제1265호로 승격               |      |
| 150호 |      | 용서·봉계·성재공문집판각 (龍西·鳳溪·省齋公文集板刻)                                       | 충남 논산시 부적면 부황리 산29                     | 파평윤씨충헌공파종중   | 1996년 11월 30일 지정                                                          |      |
| 151호 |      | 장곡사설선당 (長谷寺說禪堂)                                                               | 충남 청양군 대치면 장곡길 241 (장곡리 15)          | 장곡사                 | 1997년 12월 23일 지정                                                          |      |
| 152호 |      | 종학당(정수루,숙사) (宗學堂(淨水樓,宿舍))                                                 | 충남 논산시 노성면 병사리 95-1                     | 파평윤씨종중           | 1997년 12월 23일 지정                                                          |      |
| 153호 |      | 남평조씨병자일기 (南平曺氏丙子日記)                                                       | 충남 공주시 반포면 성강 201                        | 남대현                 | 1998년 7월 25일 지정, 2012년 7월 1일 해제, 세종시 유형문화재 제4호로 재지정    |      |
| 154호 |      | 청양영모재 (靑陽永慕齋)                                                                   | 충남 청양군 청양읍 장승길 241(장승리 73-1)         | 함평이씨 종중          | 1998년 12월 29일 지정                                                          |      |
| 155호 |      | 돈암서원유경사 (遯岩書院惟敬祠)                                                           | 충남 논산시 연산면 임리 74                         | .                      | 2000년 1월 11일 지정                                                           |      |
| 156호 |      | 돈암서원응도당 (遯岩書院凝道堂)                                                           | 충남 논산시 연산면 임리 74                         | .                      | 2000년 1월 11일 지정, 2008년 7월 10일 해제, 보물 제1569호로 승격               |      |
| 157호 |      | 부여김동효영정 (扶餘金東孝影幀)                                                           | 충남 부여군 홍산면 조현리 309                      | 경주김씨종중           | 2000년 1월 11일 지정                                                           |      |
| 158호 |      | 보령금강암석불및비편 (保寧金剛庵石佛및碑片)                                               | 충남 보령시 미산면 용수리 산59                     | 금강암                 | 2000년 9월 20일 지정                                                           |      |
| 159호 |      | 보령유격장군청덕비 (保寧遊擊將軍淸德碑)                                                   | 충남 보령시 오천면 소성리 661-9                    | 보령시                 | 2000년 9월 20일 지정                                                           |      |
| 160호 |      | 공주영은사목조관음보살좌상 (公州靈隱寺木造觀音菩薩坐像)                                   | 충남 공주시 금성동11-3                             | 영은사                 | 2001년 6월 30일 지정                                                           |      |
| 161호 |      | 공주영은사청동범종 (公州靈隱寺靑銅梵鐘)                                                   | 충남 공주시 금성동11-3                             | 영은사                 | 2001년 6월 30일 지정                                                           |      |
| 162호 |      | 무량사동종 (無量寺銅鐘)                                                                   | 충남 부여군 외산면 무량로 203                      | 무량사                 | 2002년 1월 10일 지정                                                           |      |
| 163호 |      | 무량사극락전후불탱 (無量寺極樂殿後佛幀)                                                   | 충남 부여군 외산면 무량로 203                      | 무량사                 | 2002년 1월 10일 지정                                                           |      |
| 164호 |      | 무량사극락전소조아미타삼존불 (無量寺極樂殿塑造阿彌陀三尊佛)                               | 충남 부여군 외산면 만수리 116                      | .                      | 2002년 1월 10일 지정, 2008년 6월 27일 해제, 보물 제1565호로 승격               |      |
| 165호 |      | 갑사소조삼세불 (甲寺塑造三世佛)                                                           | 충남 공주시 계룡면 중장리 52                       | 갑사                   | 2002년 1월 10일 지정                                                           |      |
| 166호 |      | (미상)                                                                                    |                                                    |                        |                                                                                |      |
| 167호 |      | 아산 세심사 불설대보부모은중경판 (牙山 洗心寺 佛說大報父母恩重經板)                       | 충남 아산시                                        | 세심사 주지            | 2002년 8월 10일 지정                                                           |      |
| 168호 |      | 천안 성거산 천성사명 금동보살입상 (天安 聖居山 千聖寺銘 金銅菩薩立像)                     | 충남 천안시 서북구 성거읍 천흥리 산50-9            | 만일사 주지            | 2002년 8월 10일 지정                                                           |      |
| 169호 |      | 천안 성불사 마애석가삼존 16나한상 및 불입상 (天安 成佛寺 磨崖釋迦三尊 16羅漢像 및 佛立像) | 충남 천안시 동남구 안서동 178-8                    | 성불사 주지            | 2002년 8월 10일 지정                                                           |      |
| 170호 |      | 개심사명 청동은입사 향완 (開心寺銘 靑銅銀入絲 香垸)                                       | 충남 예산군 덕산면 수덕사안길 79 수덕사            | 수덕사 주지            | 2003년 10월 30일 지정                                                          |      |
| 171호 |      | 향천사 범종 (香泉寺 梵鐘)                                                                 | 충남 예산군 덕산면 수덕사안길 79 수덕사 근역성보관 | 수덕사 주지            | 2003년 10월 30일 지정                                                          |      |
| 172호 |      | 삼길암 목조관음보살좌상 및 복장유물일괄 (三吉庵 木造觀音菩薩坐像 및 腹藏遺物一括)         | 충남 예산군 덕산면 수덕사안길 79 수덕사 근역성보관 | 수덕사 주지            | 2003년 10월 30일 지정                                                          |      |
| 173호 |      | 문수사 지장시왕탱화 및 복장유물일괄 (文殊寺 地藏十王幀畵 및 腹藏遺物一括)                 | 충남 예산군 덕산면 수덕사안길 79 수덕사 근역성보관 | 수덕사 주지            | 2003년 10월 30일 지정                                                          |      |
| 174호 |      | 예산 대흥동헌 및 아문 (禮山 大興東軒 및 衙門)                                             | 충남 예산군 대흥면 의좋은형제길 37(동서리 106-1)   | 대흥면장               | 2003년 10월 30일 지정                                                          |      |
| 175호 |      | 논산상도리마애불 (論山上道里磨崖佛)                                                       | 충남 논산시 상월면 상도리 산60                     | 논산시장               | 2004년 4월 10일 지정                                                           |      |
| 176호 |      | 부여무량사지장보살및시왕상일괄 (扶餘無量寺地藏菩薩및十王像一括)                           | 충남 부여군 외산면 무량로 203                      | 무량사 주지            | 2004년 4월 10일 지정                                                           |      |
| 177호 |      | 부여무량사삼전패 (扶餘無量寺三殿牌)                                                       | 충남 부여군 외산면 무량로 203                      | 무량사 주지            | 2004년 4월 10일 지정, 2015년 3월 4일 해제, 보물 제1860호로 승격                |      |
| 178호 |      | 홍산형방청 (鴻山刑房廳)                                                                   | 충남 부여군 홍산면 동헌로 38                       | 부여군                 | 2004년 7월 21일 지정                                                           |      |
| 179호 |      | 천안 은석사 목조여래좌상 (天安 銀石寺 木造如來坐像)                                       | 충남 천안시                                        | 은석사                 | 2005년 10월 31일 지정                                                          |      |
| 180호 |      | 예산 송림사부도 (禮山松林寺浮屠)                                                          | 충남 예산군 대률리 산 53-11                        | 송림사                 | 2006년 10월 30일 지정                                                          |      |
| 181호 |      | 공주 마곡사 포교당 범종 (公州 麻谷寺 布敎堂 梵鐘)                                         | 충남 공주시 반죽동 98-1                            | 마곡사주지             | 2007년 9월 20일 지정                                                           |      |
| 182호 |      | 연기비암사영산회괘불탱화 (燕岐 卑岩寺 靈山會掛佛탱화)                                     | 충남 연기군 전의면 비암사길 137                    | 비암사주지             | 2007년 9월 20일 지정, 2012년 12월 31일 해지, 세종시 유형문화재 제12호로 재지정 |      |
| 183호 |      | 연기 비암사 소조아미타불좌상 (燕岐 卑岩寺 塑造阿彌陀佛坐像)                               | 충남 연기군 전의면 비암사길 137                    | 비암사주지             | 2007년 9월 20일 지정, 2012년 7월 1일 해제, 세종시 유형문화재 제13호로 재지정   |      |
| 184호 |      | 서산간월암목조보살좌상 (瑞山看月庵木造菩薩坐像)                                           | 충남 서산시 부석면 간월도1길 119-29                | 간월암주지             | 2007년 9월 20일 지정                                                           |      |
| 185호 |      | 공주 마곡사 대웅보전 목조삼세불상 (公州 麻谷寺 大雄寶殿 木造三世佛像)                     | 충남 공주시 사곡면 운암리 567                      | 마곡사주지             | 2007년 9월 20일 지정                                                           |      |
| 186호 |      | 서산천장사아미타후불탱화 (瑞山天臧寺阿彌陀後佛幀畫)                                       | 충남 서산시 고북면 천장사길 100                    | 천장사주지             | 2007년 9월 20일 지정                                                           |      |
| 187호 |      | 금산 신안사 아미타삼존불좌상 (錦山 身安寺 阿彌陀三尊佛坐像)                               | 충남 금산군 제원면 신안리 54                       | 신안사                 | 2007년 10월 30일 지정                                                          |      |
| 188호 |      | 홍성고산사아미타불좌상 (洪城 高山寺 阿彌陀佛坐像)                                         | 충남 홍성군                                        | 고산사                 | 2007년 10월 30일 지정                                                          |      |
| 189호 |      | 공주갑사삼세불도 (公州甲寺三世佛圖)                                                       | 충남 공주시 계룡면 중장리 52                       | 갑사주지               | 2007년 10월 30일 지정                                                          |      |
| 190호 |      | 천안 광덕사 삼세불도 (天安 廣德寺 三世佛圖)                                               | 충남 천안시 동남구 광덕면 광덕리 640               | 광덕사주지             | 2007년 10월 30일 지정                                                          |      |
| 191호 |      | 공주 마곡사 영산회상도 (公州 麻谷寺 靈山會上圖)                                           | 충남 공주시 사곡면 운암리 567                      | 마곡사주지             | 2007년 10월 30일 지정                                                          |      |
| 192호 |      | 아산세심사신중도 (牙山洗心寺神衆圖)                                                       | 충남 아산시                                        | 세심사주지             | 2007년 10월 30일 지정                                                          |      |
| 193호 |      | 부여정언욱영정및초본                                                                      | 충남 부여군 부여읍 정림로 83 정림사지박물관        | 부여군수               | 2007년 10월 30일 지정                                                          |      |
| 194호 |      | 논산충헌사 (論山 忠憲祠)                                                                  | 충남 논산시                                        | 청주양씨대종회         | 2007년 11월 30일 지정                                                          |      |
| 195호 |      | 서산동문동오층석탑 (瑞山東門洞五層石塔)                                                   | 충남 서산시 동문동 832-34                          | 서산시                 | 2008년 4월 10일 지정                                                           |      |
| 196호 |      | 서산동문동당간지주 (瑞山東門洞幢竿支柱)                                                   | 충남 서산시 동문동 832-14                          | 서산시                 | 2008년 4월 10일 지정                                                           |      |
| 197호 |      | 아계 이산해영정 (鵝溪 李山海影幀)                                                         | 충남 예산군                                        | 한산이씨 아계공파종중  | 2009년 1월 20일 지정                                                           |      |
| 198호 |      | 아계 이산해유품 (鵝溪 李山海遺品)                                                         | 충남 예산군                                        | 한산이씨 아계공파종회  | 2009년 1월 20일 지정                                                           |      |
| 199호 |      | 공주 상세동 산신도 (公州 上細洞 山神圖)                                                   | 충남 공주시 유구읍 상세리 93                       | 상세동 마을회 (최헌규) | 2009년 1월 20일 지정                                                           |      |
| 200호 |      | 청양 화정사 범종 (靑陽 和鼎寺 梵鐘)                                                       | 충남 청양군 남양면 수단길 192(신왕리 262-4)        | 화정사 주지            | 2009년 1월 20일 지정                                                           |      |